# Vermes Éva
Vermes Éva (Budapest, 1939. február 9. – Budapest, 2010. május 30.) magyar író, újságíró. Újságírói pályájának egészét először munkatársként, később főszerkesztő-helyettesként, végül pedig főszerkesztőként a Családi Lapnál töltötte. Íróként a fiatalkori zsengék után a 20-21. század fordulóján megjelent regényeivel vált a kortárs hazai irodalom jelentős alkotójává.

## Életpályája
Vermes Éva 1939. február 9-én született, édesanyja Heisz Olga, édesapja Vermes Ferenc. Az alsó tagozatban sokat betegeskedő kislányt 10 éves korában egy bentlakásos vidéki szanatórium-iskolába adták, itt figyelt fel irodalmi tehetségére magyar tanára.
Tizenévesen, majd fiatal felnőttként az íróasztalának írta első zsengéit, regénykezdeményeit, és bár titkárnőként, titkárságvezetőként, később a Mahart felnőttképzési referenseként civil foglalkozása volt, mindvégig íróként szeretett volna nyomot hagyni a világban. Felnőttként először népművelő-könyvtárszakos főiskolai végzettséget, majd pedig az ELTE Bölcsésztudományi Karán egyetemi diplomát szerzett.
Az 1980-as évek közepén nevezték ki az V. kerületi Vöröskereszt vezetőjévé, és így került kapcsolatba a Magyar Vöröskereszt hivatalos lapjával, az akkoriban egymillió példányban megjelenő Családi Lappal. Külsős szerzőként jelentek meg itt első írásai, majd az akkori főszerkesztő, Sárdi Mária a lap munkatársai közé invitálta. Itt elsősorban a vidéken élő embereket bemutató szocio-riportjai, valamint a Hólabda elnevezésű sorozatban megjelent nagyinterjúi tették ismertté a szakmában, és népszerűvé az olvasók között. Fenákel Judit írónővel közösen hónapról hónapra felváltva írták a Családi Lapban megjelenő Szerelmi regényt, amelynek történetét az olvasók is alakíthatták.
Vermes Éva így írt az alkotói útról, amit bejárt:
Tizenöt évesen (még a pliocén korban, 1954-ben) már munkakönyvvel rendelkező dolgozó nő voltam, így hát rengeteg vargabetű – és az estin szerzett érettségi, majd diploma megszerzése – után, igencsak érett felnőtt koromban vezérelt a jó sorsom a Családi Lap szerkesztőségébe, ahol huszonegy boldog évet töltöttem. Attól fogva a hobbim - az írás - főfoglalkozásommá vált. És kinyílt a világ! Munkám során bejártam az országnak - ahogy a sláger is mondja - minden zegzugát. Vendégeskedtem cigányputrikban és miniszteri fogadószobákban, találkoztam jó és rossz sorsokkal, és megtanultam, hogy a boldogság személyiségfüggő.
A kilencvenes évek elejétől irodalmi antológiákban jelentek meg novellái, elbeszélései, irodalmi értékű meséi. A fecskék délre szállnak című, önéletrajzi ihletettségű regényét 2005-ben jelentette meg a Móra Ferenc Könyvkiadó, majd ennek a regénynek mintegy folytatása az Egymásba zárva (2009). Ez utóbbiról írta könyvkritikájában Kellei György:
Vermes Éva – akarta, nem akarta – bestsellert írt, amelyet lehetetlen letenni, muszáj falni, képtelenség szabadulni Sára, Nikó és a többi ember sorsától.
Az írónő már dolgozott a regénytrilógia harmadik részén, amikor 2010 tavaszán a végzetes betegséget diagnosztizálták nála, aminek következtében két hónappal később elragadta a halál. A festői szépségű és fekvésű balatonalmádi felső temetőben nyugszik.

## Művei

### Íróként
- Terád vártál; a Darnel tréning csodája – Darnel Kiadó, 1991.
- Melyik szívünk dobog (Szerelmi levelező) – TRIO Budapest Kiadó, 1995.
- Álmok ura (meseregény) – Édesvíz Kiadó, 1999.
- A fecskék délre szállnak (regény) – Móra Könyvkiadó, 2005.
- Egymásba zárva - A szerelem hitvallása (regény) – I.A.T. Kiadó, 2009.
- Szkutarimámor - Tizenegy ősz az Almádi Zorbával; – Vár Ucca Tizenhét Kiadó, 2010.

### Társszerzőként
- ELVARÁZSOL-LAK (Mesekönyv és mese CD) – magánkiadás: Báthory Németh Andrea, 2004.

### Szerkesztőként
- Harle Tamás: Az utolsó 26 óra – Média Kiadói Kisszövetkezet, 1988

### Irodalmi lektorként
- Csodaszép Magyarország (szerkesztő: Harle Tamás) – Reader’s Digest Magyarország Kiadó, 2005.

## Díjai
- Andersen meseíró pályázat III. helyezés – 2005.

## Érdekességek
- Vermes Éva az 1990-es évek elején ismerkedett meg Veszeli Lajos festőművésszel, akivel az ezt követő két évtizedben nem csupán a magánéletükben, de alkotómunkájukban is elválaszthatatlan párost alkottak. Egymás műveinek ihletői, inspirálói, egyben első bírái is voltak. A festőművész és az írónő évente (általában ősszel) néhány hónapot egy kis görögországi faluban, a Peloponnészoszi-félsziget csücskében fekvő Szkutariban töltöttek. A falu egykor volt birtokosainak mai leszármazottja, a görög ruhagyáros-műgyűjtő Alexis Kawoulakos bocsátotta a rendelkezésükre a falucska közepén magasodó egykori őrbástyát, amely ezekben a hónapokban közös alkotóműhelyükként szolgált. Görög utazásaik esszenciáját adja Vermes Éva Szkutarimámor című úti riportkönyve, amely az írónő halálának másnapján került ki a nyomdából.
- Vermes Éva fia, Harle Tamás (1960), író, újságíró.
- Vermes Évát négy évtizeden át a legszorosabb barátság fűzte Moldova Ágnes dokumentumfilmes rendezőhöz, Moldova György író húgához.